# La prigione
La prigione (Fängelse) è un film di Ingmar Bergman tratto da un soggetto originale e realizzato nel 1949 su commissione di Lorens Marmstedt.

## Trama
In uno studio dove si sta girando un film si avvicina al regista Martin un vecchio professore di matematica, che egli non vede da molto tempo, reduce da un ospedale psichiatrico che dice di avere un'idea per un film sull'inferno e sul diavolo che dovrebbe iniziare con una dichiarazione del diavolo che, dopo aver conquistato la Terra, ordina che tutto rimanga nello stesso modo.
Il regista ne parla con Thomas, il giornalista che a sua volta ha un'idea per realizzare un film su una prostituta, Birgitte, che ha conosciuto durante un'intervista.
A questo punto si assiste ad una interazione tra realtà e finzione, tanto che il film da fare viene a confondersi con le vicende del regista e dello scrittore. Birgitte diventa la vittima del fidanzato Peter e della sorella Linnea che le uccidono la figlia appena nata mentre il rapporto tra Thomas e la moglie Sofie diventa sempre più difficile. Thomas trova conforto nell'amore di Birgitte e insieme a lei trova qualche momento di felicità in una vecchia soffitta dove si sono rinchiusi. Guardano un vecchio film muto con un vecchio proiettore che hanno trovato in un angolo. Il film è di una comicità esilarante ma tra i personaggi si nasconde la morte. Intanto Birgitte racconta a Thomas di un sogno che ha fatto il giorno prima popolato di alberi che mormoravano e che in realtà si rivelano essere una moltitudine di individui, di una donna che le regala un astuccio con dentro una pietra preziosa.
Thomas e Sofie dopo aver fatto l'amore si addormentano ma Sofie viene svegliata da un incubo e lo spettatore la vede attraverso il suo racconto popolato dagli alberi-persone, dalla donna che le porge la pietra, da Thomas che però non è Thomas, da un bambino che piange, da una mano che afferra una bambola da una vasca e la stringe fintanto che essa si trasforma in un pesce quando viene spezzato. Si vede Birgitte che batte inutilmente i pugni contro il soffitto che sembra la stia soffocando.
Nel frattempo Peter e Linnea, che hanno letto sul giornale che è stato trovato il cadavere della bambina e hanno paura di essere accusati da Birgitte, la cercano e dopo averla trovata incolpano Thomas della morte della bambina. Birgitte ha paura e ritorna con loro ma arrivata a casa scende in cantina e si uccide con un coltello per poter evadere da quella prigione. Thomas intanto ritorna con Sofie.
A questo punto ci si ritrova sul set del film dove c'è il professore che chiede se la sua idea è stata presa in considerazione. Martin risponde che non è possibile realizzare il film perché non si saprebbe a chi rivolgerlo. Ci sarebbe una via d'uscita, quella di credere in Dio, ma né il regista né l'attore sono credenti e così il professore conclude che, in questo caso, non c'è via d'uscita.